# Tân Thiên Địa
Tân Thiên Địa, Shincheonji (viết tắt: SCJ), (tiếng Hàn: 신천지; Hanja: 新天地,  IPA: [ɕintɕʰʌndʑi]) là một tổ chức tôn giáo thành lập vào ngày 14 tháng 3 năm 1984 tại Hàn Quốc.
Tân Thiên Địa có nghĩa là Trời mới đất mới hay còn có nghĩa là Đền tạm mới và Dân được chọn mới (theo sách Kinh Thánh 2 Phi-e-rơ 3:13, Ma-thi-ơ 13:31-32, Khải huyền 14:1-5, Khải huyền 15:2-5). Jesus Giáo có nghĩa chủ nhân của tôn giáo này là Đức Chúa Jesus. Đền Thờ Đền Tạm Làm Chứng ý nghĩa là nơi làm chứng sự kiện khải huyền đã thành đạt và là nơi các thánh đồ sinh hoạt tín ngưỡng, thờ phượng Đức Chúa Trời. [1]

## Hoạt động
Ban đầu, Shincheonji tăng trưởng chậm nhưng đã tăng nhanh từ những năm 1990 trở đi.
Đến năm 2007, số thánh đồ đã lên đến 45.000. Có 120.000 thánh đồ vào năm 2012 và 140.000 vào năm 2014, 170.000 vào năm 2016 và 200.000 vào năm 2018.
Tân Thiên Địa đang hoạt động tại 33 nhà thờ và 109 biên giới ở 40 quốc gia trên thế giới, bao gồm 16 quốc gia châu Á bao gồm Nhật Bản, Philippines, Campuchia,... và 9 quốc gia châu Âu bao gồm Anh, Đức, Pháp,... 2 quốc gia Châu Đại Dương bao gồm Úc và New Zealand và 5 quốc gia châu Phi.
Phương pháp giáo dục của Tân Thiên Địa là giáo dục Kinh thánh về Thần học khải thị được dạy tại Trung tâm Truyền giáo Cơ đốc giáo Zion, một tổ chức giáo dục Kinh thánh độc lập và vượt qua kỳ thi tốt nghiệp để vào nhà thờ. [2]
Tân Thiên Địa không coi Chủ tịch Lee Man Hee là Đức Chúa Trời hay Đức Chúa Jesus trở lại, mà ông là một con người, không phải là một hóa thân thần thánh, nhưng là người thực hiện giao ước do Chúa Giê-su thiết lập 2.000 năm trước, là "Mục tử Giao Ước" được Chúa chọn để dẫn dắt nhân loại vào thời đại 1000 năm. [3]
Theo sự giải thích của ông Lee, tất cả những sự kiện xảy ra ở Đền Thờ Đền Tạm và sự xuất hiện của Tân Thiên Địa đã được tiên tri trong sách Khải Huyền của Kinh Thánh. Những lời tiên tri ấy đã thành đạt ở Hàn Quốc thông qua sự bội đạo và hủy diệt của Đền Thờ Đền Tạm, mở đường cho sự xuất hiện của "Người thắng", là "Mục tử Giao Ước" được công bố trong Kinh thánh Tân Ước. Tân Thiên Địa tin rằng vị Mục tử giao ước này chính là ông Lee.

## Những cáo buộc chống lại Tân Thiên Địa
Vào ngày 17 tháng 11 năm 2016, phóng sự Phần 15 của các vấn đề dân sự của Tòa án dân sự quận Seoul đã được phát sóng trên CBS, buộc tội Tân Thiên Địa đã tiêu diệt nhân cách của giới trẻ, khuyến khích từ bỏ gia đình và khuyến khích ly hôn để phá vỡ ràng buộc xã hội. Phóng sự cho rằng Tân Thiên Địa đã tuyên truyền về ngày tận thế sắp đến, giải thích sai lệch Kinh Thánh, buộc tội Lee Man-hee đã thần thánh hóa Chúa Kitô tái lâm, lừa đảo tôn giáo, tẩy não, tống tiền và phá hủy gia đình, quốc gia và những đứa trẻ chạy trốn khỏi gia đình.
Vì sự việc này, Tân Thiên Địa đã đệ đơn kiện đòi bồi thường thiệt hại 100 triệu won (dựa trên yêu cầu cuối cùng của Nhà thờ Tân Thiên Địa) chống lại CBS, v.v. và đã đấu tranh pháp lý trong hơn hai năm. Bộ phận thứ hai của Tòa án tối cao (thẩm phán chủ tọa Kwon Soon-il) đã bác bỏ đơn kháng cáo trong vụ kiện của Tân Thiên Địa chống lại CBS, v.v., và CBS đã nộp 1 báo cáo đính chính và 8 báo cáo phản đối, đồng thời bồi thường thiệt hại 8 triệu won cho Tân Thiên Địa. Phiên tòa thứ, hai Tân Thiên Địa được xác nhận chiến thắng. Chương trình truyền hình CBS 'Báo cáo quan sát: Những người rơi vào Tân Thiên Địa, được phát sóng vào tháng 3-tháng 4 năm 2015 trong 8 tập, cuối cùng đã kết luận rằng một số nội dung là sai hoặc bị bóp méo thông qua phán quyết của Tòa án Tối cao này. Lần thứ hai chỉ riêng trong năm nay, CBS đã nhận được phán quyết đính chính và bồi thường thiệt hại từ Tòa án Tối cao vì các báo cáo xuyên tạc liên quan đến Tân Thiên Địa. [4] 5] [6]

## Bùng phát COVID-19 tại Hàn Quốc
Ngày 18 tháng 2 năm 2020, tại Daegu, một tín đồ Tân Thiên Địa có kết quả xét nghiệm dương tính với COVID-19 và được đăng ký là bệnh nhân số 31. Vào thời điểm đó, mặc dù có những người khác có các triệu chứng khác ngoài bệnh nhân được đề cập, nhưng có thông tin cho rằng bệnh nhân số 31 là 'siêu lây lan' nên mọi lời chỉ trích đều nhắm vào bệnh nhân số 31. [7]
Cơ quan y tế tuyên bố rõ ràng rằng Bệnh nhân 31 không phải là người đầu tiên bị nhiễm COVID-19 ở Daegu (Yonhap News 2020). Vào thời điểm đó, chính phủ Hàn Quốc chưa đưa ra biện pháp giãn cách xã hội và không thực hiện các hạn chế đi lại giữa Hàn Quốc và Trung Quốc (ngoại trừ việc đi lại từ tỉnh Hồ Bắc).[8]
Các hoạt động tụ tập tôn giáo nhìn chung không bị chính quyền Hàn Quốc cấm, nhưng Tân Thiên Địa đã nhanh chóng cố gắng ngăn chặn khi biết được tình hình của bệnh nhân thứ 31 vào ngày 18/2. [9]
Khi các thành viên của Nhà thờ Tân Thiên Địa ở Daegu được xét nghiệm, số trường hợp được xác nhận nhiễm bệnh tăng lên và chính phủ nhấn mạnh việc điều tra kỹ lưỡng về Tân Thiên Địa thay vì tập trung vào việc xác định 31 đường lây nhiễm. Vài ngày sau, vào ngày 21 tháng 2, Tổng thống Moon Jae-in đã ra lệnh “điều tra kỹ lưỡng về Tân Thiên Địa”.
Ngày 24 tháng 2 năm 2020, Trung tâm Kiểm soát và Ngăn ngừa Dịch bệnh Hàn Quốc (KCDC) cho biết tổng số người nhiễm bệnh tại Hàn Quốc là 763, trong đó 7 người đã tử vong. Trong số các trường hợp nhiễm mới, 129 trường hợp liên quan tới nhà thờ của giáo phái Tân Thiên Địa ở thành phố Daegu. KCDC cho biết họ đã yêu cầu hơn 9.300 thành viên Tân Thiên Địa tự cách ly, trong đó 1.276 người đã có các triệu chứng nhiễm nCoV. Hầu hết những người này đều có liên quan đến nhà thờ của giáo phái ở thành phố Daegu.
Sau đó, vào ngày 25 tháng 2, Trụ sở Biện pháp đối phó an toàn và thiên tai trung ương (CDSCHQ) đã yêu cầu thông qua một công văn để cung cấp danh sách các tín đồ Shincheonji. Đáp lại, Shincheonji đã cung cấp một danh sách. Vào ngày hôm đó, một quan chức của Trụ sở Biện pháp đối phó an toàn và thiên tai trung ương đã đến thăm văn phòng Đại hội đồng Shincheonji và truy cập máy chủ danh sách tín đồ trong nước để nhận thông tin trực tiếp.
Ngày hôm sau, 26, Trụ sở Biện pháp Đối phó An toàn và Thiên tai Trung ương đã yêu cầu danh sách các tín đồ ở nước ngoài, và Shincheonji đã cung cấp danh sách cho Trụ sở Biện pháp Đối phó An toàn và Thiên tai Trung ương cùng ngày như trước. Tuy nhiên, Thị trưởng Seoul lúc bấy giờ là Park Won-soon đã gia tăng mức độ áp lực bằng cách nộp báo cáo lên cơ quan công tố vào ngày 1 tháng 3, tháng sau, cáo buộc các nhà lãnh đạo Tân Thiên Địa về tội 'giết người'.
Ngày 2/3, Chủ tịch Lee đã tổ chức họp báo công khai tại Trung tâm Huấn luyện Hòa bình ở Gapyeong, tỉnh Kyunggi-do, cúi đầu xin lỗi và gửi lời xin lỗi tới dư luận.
Sau đó, theo yêu cầu của Trụ sở Biện pháp đối phó an toàn và thiên tai trung ương, Văn phòng Công tố tối cao đã tiến hành phân tích pháp y về dữ liệu của Shincheonji và kết luận vào ngày 17 tháng 3 rằng “không có bất thường nào trong dữ liệu do Shincheonji cung cấp”.
Tuy nhiên, vào ngày 26 tháng 3, cựu Thị trưởng Park đã hủy bỏ tập đoàn 'New Heaven and New Earth Temple of the Tabernacle of the Testimony', một tập đoàn Shincheonji, và vào ngày 24 tháng 4, ông đã hủy bỏ tập đoàn Văn hóa Thiên đàng, Hòa bình Thế giới và Giải phóng ( Heavenly Culture, World Peace and Freedom), một tổ chức tư nhân vì hòa bình không liên quan đến cáo buộc cản trở việc kiểm dịch của HWPL) cũng bị hủy bỏ với lý do liên quan đến Shincheonji.
Sau đó, vào ngày 22 tháng 5, cơ quan công tố đã tiến hành khám xét và thu giữ quy mô lớn Shincheonji, và đến ngày 28 tháng 7, họ yêu cầu tòa án ra lệnh bắt giữ Chủ tịch Lee. Lý do được cơ quan công tố đưa ra khi đó là Chủ tịch Lee đã vi phạm Đạo luật phòng chống bệnh truyền nhiễm và có nguy cơ tiêu hủy bằng chứng và bỏ trốn.
Ngày 31/7, tòa án đã tổ chức thẩm vấn nghi phạm (xem xét lệnh thực chất) trước khi bắt giữ Chủ tịch Lee, tiến hành xét xử và ra lệnh bắt giữ Chủ tịch Lee vào sáng sớm ngày 1/8. Chủ tịch Lee bị giam tại Trại giam Suwon ở tuổi 90.
Ngày 14/8, cơ quan công tố đã bắt giữ và truy tố Tổng thống Lee với tội danh vi phạm Đạo luật phòng chống bệnh truyền nhiễm. Chủ tịch Lee đã tham dự buổi chuẩn bị xét xử đầu tiên được tổ chức vào ngày 3/9 và đưa ra lời xin lỗi công khai lần thứ hai. Anh ta tiếp tục bị xét xử không giam giữ khi được tòa cho phép tại ngoại vào ngày 12/11.
Ngày 9/12, phía công tố đã yêu cầu tòa án tuyên phạt Chủ tịch Lee 5 năm tù giam và nộp phạt 3 triệu won. Tuy nhiên, tòa xét xử đầu tiên tuyên bố Chủ tịch Lee ‘không phạm tội’ với tội vi phạm Đạo luật phòng chống bệnh truyền nhiễm vào ngày 13 tháng 1 năm ngoái, và tòa tái thẩm vào ngày 30 tháng 11 cùng năm cũng làm như vậy.
Vào tháng 1 năm 2021, Tòa án Quận Seoul đã tuyên Chủ tịch Lee Man-hee vô tội đối với các cáo buộc liên quan đến COVID-19, bác bỏ rằng danh sách thành viên nhà thờ không phải là "yếu tố chính của cuộc điều tra dịch tễ" được định nghĩa trong Đạo luật. 11 12] 13] [14]

## Phản ứng của Tân Thiên Địa
Năm 2021, Shincheonji đã tiến hành tổng cộng ba đợt hiến huyết tương theo nhóm quy mô lớn để giúp đảm bảo huyết tương từ những bệnh nhân đã hồi phục, điều này rất cần thiết cho sự phát triển phương pháp điều trị huyết tương trong nước cho bệnh nhân mắc Covid-19. Huyết tương của họ, tổng cộng là 3.741 người, chiếm 91,3% trong tổng số 4.096 người hiến huyết tương tính đến cuối năm. Ngoài việc hiến huyết tương theo nhóm, việc quyên góp cá nhân từ hơn 100 tín đồ vẫn tiếp tục diễn ra, với tổng số 3.741 người hiến huyết tương. Những huyết tương này, vốn được hiến tặng một cách khó khăn trong bầu không khí xã hội của những người miễn cưỡng hiến máu trong giai đoạn đầu của COVID-19, cũng được sử dụng trong loại vắc xin sản xuất trong nước đầu tiên vừa ra đời như một phép lạ.
[15] 16 17 [18] [19]
Đặc biệt, Shincheonji đã tham gia hiến máu tập thể trong khoảng hai tuần từ ngày 18/4 đến ngày 4/5 để giải quyết tình trạng thiếu máu toàn quốc trong năm nay. 18.819 tín đồ đã hoàn thành hiến máu nhóm, vượt xa con số dự kiến ban đầu là 6.000. Việc hiến máu của các tín đồ cũng đạt được nhờ sự khuyến khích của Chủ tịch Lee Man-hee, người đã nói: “Những người theo tôn giáo nên là những người đầu tiên thực hành và làm gương cho những người khác để chấm dứt COVID-19,” bất chấp mọi hình thức đàn áp bắt nguồn từ sự hiểu lầm và những thành kiến chống lại Shincheonji. Theo Trụ sở quản lý máu của Hội chữ thập đỏ Hàn Quốc, Shincheonji là ví dụ duy nhất về số lượng lớn người hiến máu từ một tổ chức trong thời gian ngắn khoảng hai tuần. [20] [21] [22]

Về phán quyết của Tòa án Tối cao vào ngày 12, Shincheonji cho biết, “Với phán quyết này, các hành vi hận thù hoặc kỳ thị đối với các cá nhân hoặc nhóm cụ thể dựa trên tình hình chính trị và xã hội cần phải bị xóa bỏ” và “Chúng ta phải đảm bảo rằng quyền lực bị lạm dụng của chính phủ sẽ bị xóa bỏ”. và chính quyền địa phương không vi phạm nhân quyền.” “Chúng tôi yêu cầu mọi công dân đóng vai trò giám sát bằng các tiêu chuẩn công bằng và khách quan để ngăn chặn điều này xảy ra,” ông nói. [23]
1. ↑  "신천지예수교 증거장막성전". 신천지예수교 증거장막성전. Truy cập ngày 23 tháng 6 năm 2024.